# Morus (vogelgeslacht)
Morus is een geslacht van vogels uit de familie van de genten (Sulidae).

## Soorten
Het geslacht kent de volgende soorten:
- Morus bassanus – Jan-van-gent
- Morus capensis – Kaapse jan-van-gent
- Morus serrator – Pacifische jan-van-gent